# Zhang Lingyun
Zhang Lingyun (張淩雲, 1895-1946), ou Chang Ling-yun, est un général du Kuomintang.

## Biographie
Zhang Lingyun est officier dans l'armée du Nord-Ouest du seigneur de guerre Feng Yuxiang. Après la guerre des plaines centrales, les forces de Feng sont dispersées mais il revient en formant l'armée anti-japonaise populaire du Cháhāěr en 1933. Zhang, comme beaucoup d'anciens officiers de l'armée du Nord-Ouest, le rejoint et est nommé commandant du 6e corps. Lorsque cette armée est également dispersée en août 1933, Song Zheyuan le nomme commandant de la garnison de Baochang au Cháhāěr. En septembre 1933, il aide Fu Zuoyi contre ses anciens associées, les poursuivant et les bloquant à l'est d'Ertaizi au Suiyuan alors qu'ils tentent de se déplacer vers l'ouest au Ningxia, les forçant à rejoindre Fang Zhenwu à Dushikou.
Au début de la seconde guerre sino-japonaise, Zhang est avec la 37e division et sert dans les premières campagnes dans le Nord de la Chine. En août 1937, il est nommé commandant de la 37e division succédant à Feng Chian. Sous son commandement, la force participe à l'opération de la voie ferrée Pékin-Hankou d'août 1937 dans le 77e corps du 1er groupe d'armées. Sa division combat également dans l'opération de la voie ferrée Tianjin-Pukou en septembre puis retourne combattre dans d'autres opérations jusqu'en janvier 1938. Elle est présente notamment lors de la bataille de nord et de l'est Henan (en). Pendant quelque temps, il ne commande pas la 37e division durant la bataille de Xuzhou mais revient à sa tête à la bataille de Wuhan.